# Рысачок
«Рысачок» — лёгкий многоцелевой двухмоторный турбовинтовой самолёт, спроектированный в «Техноавиа». Опытные экземпляры были произведены на самарском предприятии ЦСКБ-Прогресс. До серийного производства проект не дошел и был закрыт.

## История
В 2007 году по распоряжению Министерства транспорта РФ Федеральное агентство воздушного транспорта провело конкурс на разработку и подготовку серийного производства 10-местного двухмоторного самолёта для училищ гражданской авиации. Победителем конкурса была объявлена самарская авиастроительная компания «Техноавиа», представившая проект многоцелевого двухмоторного самолёта «Рысачок». 25 июня 2007 года между госзаказчиком в лице Ульяновского высшего авиационного училища гражданской авиации и «Техноавиа» был подписан договор на изготовление опытной партии из 5 самолётов. Производство заказа разместили на ЦСКБ-Прогресс.
3 декабря 2010 года самолёт совершил первый полёт. Машина была оснащена двигателями Walter M601 производства чешской фирмы Walter Engines. В начале 2011 года «Техноавиа» подписала соглашение с компанией GE Aviation о поставке двигателей General Electric H80, являющимися модификацией M601 с улучшенной высотностью и возможностью эксплуатации в жарком климате.
2 июня 2011 года в Самаре завершились предварительные лётные испытания самолёта и он был передан для дальнейшего прохождения сертификационных лётных испытаний в ЛИИ им. Громова, по окончании которых станет возможным серийное производство самолёта.
Самолёт выставлялся и летал на международном авиакосмическом салоне МАКС-2011.
В 2012 году из-за того, что Ульяновское лётное училище отказалось принимать и оплачивать изготовленные самолёты, у фирмы «Техноавиа» образовалась задолженность перед ЦСКБ-Прогресс в размере 147,7 млн рублей.
В январе 2013 года были начаты сертификационные испытания Рысачка.
В конце 2012 года Минпромторг заявил о начале серийного производства самолёта начиная с 2015 года с планами выпуска 320 машин в 9-местном варианте до 2025 года. Но, по заявлению генерального конструктора НКФ «Техноавиа» В. П. Кондратьева, в серийное производство будет направлен разрабатывающийся в настоящее время 16-местный вариант Рысачка. Причём эта новая модификация «Рысачка» близка по размеру с «Гжелью» — 19-местным самолётом, выпуск которого также хотел начать Минпромторг.
Помимо 16-местной модификации «Рысачка» фирмой «Техноавиа» планировалось изготовить 19-местную модификацию самолёта, при этом отказавшись от ныне существующей 9-местной.
В сентябре 2013 года самолёт «Рысачок» был передан на испытания в Государственный лётно-испытательный центр (г. Ахтубинск, Астраханской области).
На начало 2016 года работы по сертификации лёгкого многоцелевого самолёта «Рысачок» свёрнуты из-за отсутствия финансирования и потребности в данном типе самолёта.

## Лётно-технические характеристики
Источник данных: Сайт ЦСКБ-Прогресс

Технические характеристики
- Экипаж: 1-2
- Пассажировместимость: до 10
- Грузоподъёмность: 1500 кг
- Длина: 12,44 м
- Размах крыла: 18 м
- Высота: 5,38 м
- Площадь крыла: 32,3 м2
- Максимальная взлётная масса: 6000 кг
- Масса топлива во внутренних баках: 1520 кг
- Силовая установка: 2 × ТВД Walter М601F[11]
- Мощность двигателей: 2 × 760 л. с.
- Диаметр винта: 2,3 м

Лётные характеристики
- Крейсерская скорость: 250-400 км/ч
- Практическая дальность: 2000 км
- Практический потолок: 6000 м
- Длина разбега: 370 м
- Длина пробега: 350 м (600 м без реверса)